# Beauty and the Beast (phim 1946)
Beauty and the Beast (tiếng Pháp: La Belle et la Bête - tựa đề phim tại Anh Quốc) là phim điện ảnh phim lãng mạn kỳ ảo của Pháp năm 1946 do nhà thơ kiêm nhà làm phim người Pháp Jean Cocteau đạo diễn. Với sự tham gia của Josette Day vai Belle và Jean Marais vai Quái thú, đây là bản chuyển thể từ câu chuyện Người đẹp và quái vật năm 1756 của Jeanne-Marie Leprince de Beaumont. Ngày nay Beauty and the Beast được công nhận là một tác phẩm kinh điển của điện ảnh Pháp.